# Trygodes dissuasa
Trygodes dissuasa är en fjärilsart som beskrevs av Louis Beethoven Prout 1920. Trygodes dissuasa ingår i släktet Trygodes och familjen mätare. Inga underarter finns listade i Catalogue of Life.